# Пам'ятник Верцингеториксу
47°32′19″ пн. ш. 4°29′26″ сх. д. / 47.5386° пн. ш. 4.49057° сх. д.
Пам'ятник Верцингеториксу — пам'ятник, присвячений галльському вождю Верцингеториксу, переможеному Юлієм Цезарем у Галльських війнах. 
Пам'ятник створений Еме Мілле в 1865 році. 
Має статус — історична пам'ятка. 

Пам'ятник був замовлений імператором Наполеоном III у скульптора Еме Мілле та встановлений в 1865 році на Мон-Оксуа, поблизу Аліз-Сент-Рен у департаменті Кот-д'Ор у регіоні Бургундія на сході Франції. Це місце було передбачуваним місцерозташуванням Алезії. 
Архітектор меморіалу — Ежен Віолле-ле-Дюк. 

На підмурівку є націоналістичний напис, встановлений Віолле-ле-Дюком, який перекладає французькою мовою слова Юлія Цезаря:

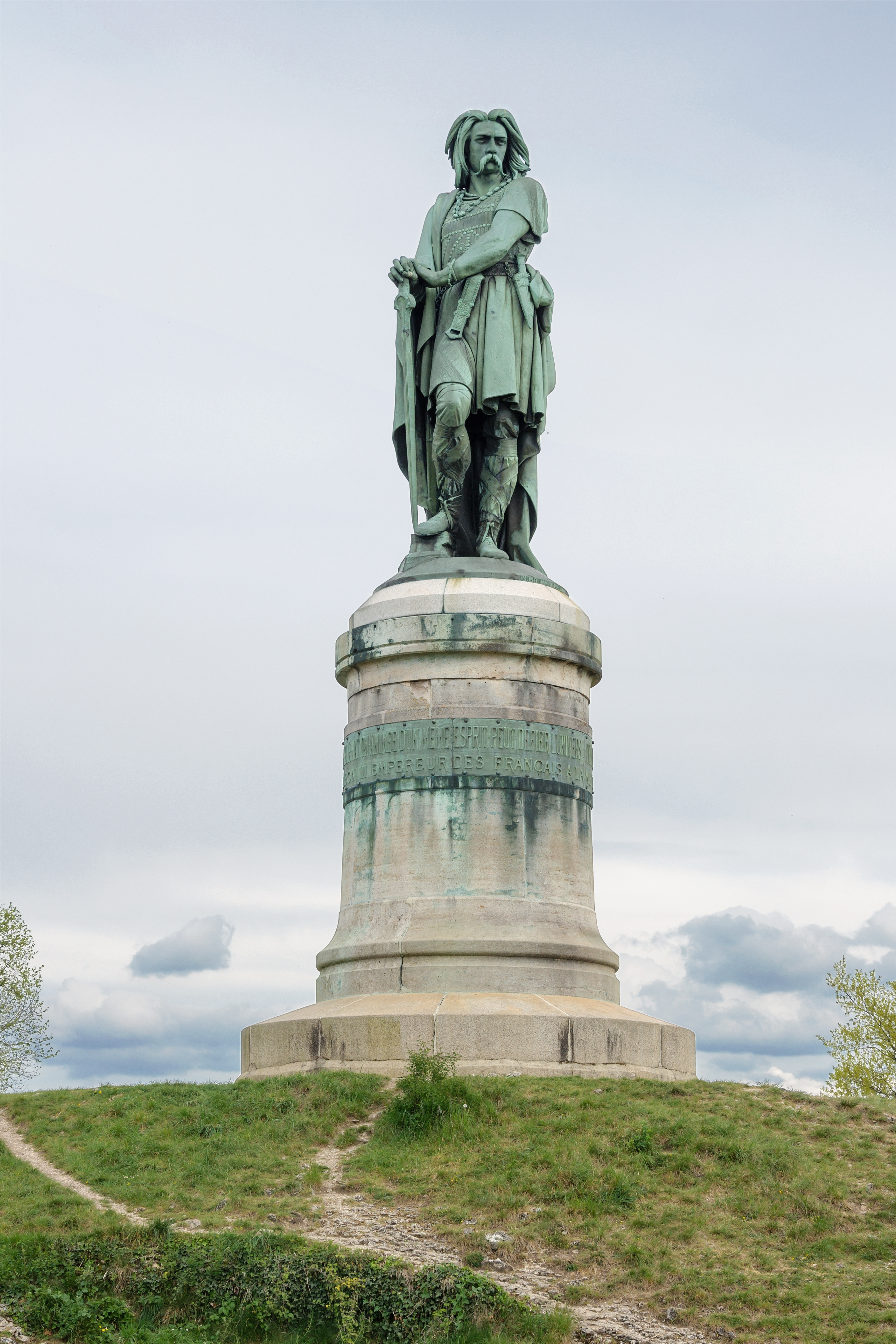
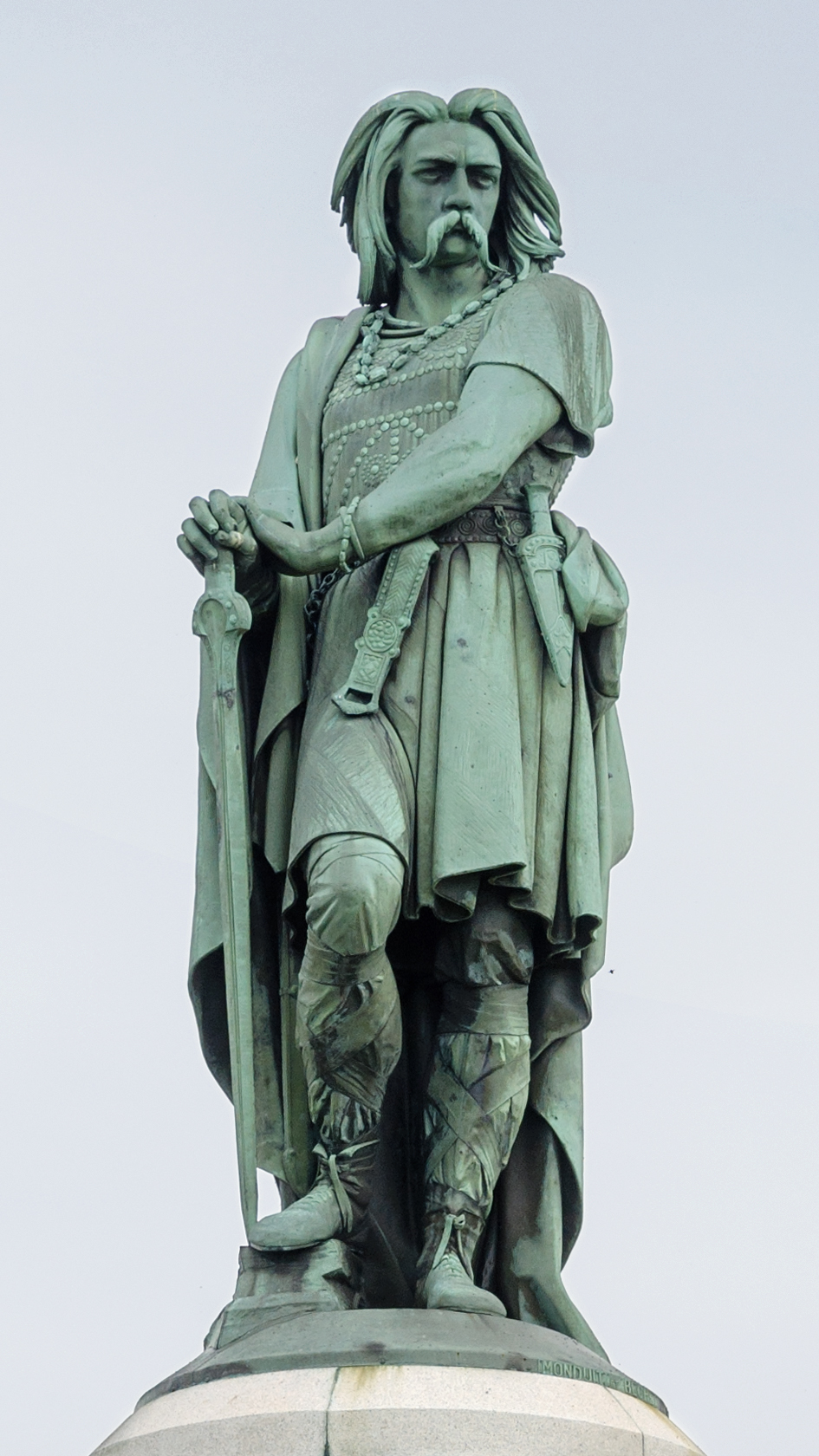

La Gaule unie

Formant une seule nation

Animée d'un même esprit,

Peut défier l'Univers.
(Об’єднана Галія,

утворюючи єдину націю, 

оживлена спільним духом,

може кинути виклик Всесвіту.)